# Trichomasthus adjutabilis
Trichomasthus adjutabilis är en stekelart som först beskrevs av Howard 1881.  Trichomasthus adjutabilis ingår i släktet Trichomasthus och familjen sköldlussteklar. Inga underarter finns listade i Catalogue of Life.